# زبورگ (نیدرزاکسن)
زبورگ (به آلمانی: Seeburg) یک شهر در آلمان است که در گوتینگن واقع شده‌است. زبورگ ۱٬۶۲۷ نفر جمعیت دارد.